# Deporte en Camboya
El deporte en Camboya ha tenido una historia difícil: 100 años de colonización francesa (1851-1854), más de 20 años de cruentas guerras (1970-1993) y una situación de pobreza generalizada con una lenta recuperación, hacen que actividades como el deporte no tengan una importancia mayor en un país en donde la preocupación más inmediata es la supervivencia en todos los sentidos.

## Historia

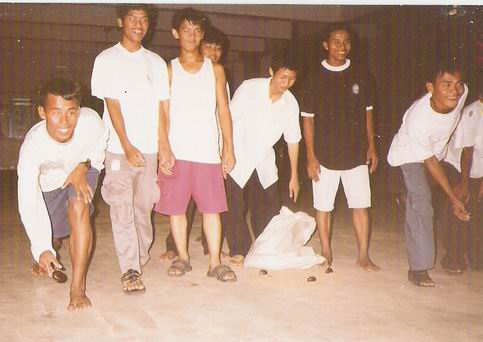
Juegos tradicionales camboyanos.

Pero ello no significa que el camboyano sea ajeno al deporte. Por el contrario: este hace parte de su entorno cultural. Con un 90% de población rural, Camboya posee una gran riqueza ancestral que se remonta al tiempo del Imperio de Angkor y su esplendor. Como sucede con la música y el arte, sobreviven en la actualidad tradiciones antiguas que se han transmitido por generaciones. Aunque países como Tailandia, Malasia, Vietnam y Laos entre otros se disputan la paternidad de ciertos deportes asiáticos como el Takro, Prodal (ver también Muay Thai), competencias de botes y otros, lo cierto es que Camboya tiene prevalencia desde que este país es el heredero directa del Imperio que dominó el Sudeste Asiático entre los siglos IX y XIV.

## El deporte nacional

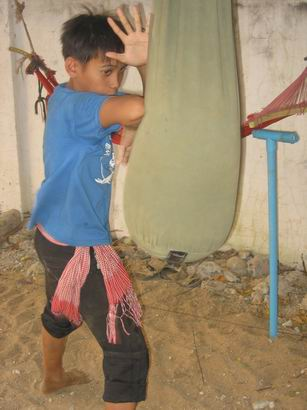
Joven practicando prodal.

Si existe un deporte que pueda considerarse nacional, aunque ello no se haya hecho oficial, ese el prodal, aunque entra dentro de una larga discusión de paternidad nacional con Tailandia, el cual le ha dado proyección mundial con el nombre de muay thai. El prodal es un deporte de artes marciales que se practicaba ya en la época de Angkor. Es muy popular entre las juventudes masculinas del país. Cada fin de semana se transmiten los combates desde el Estadio Olímpico de Phnom Penh. El país cuenta con una federación nacional de boxeo.

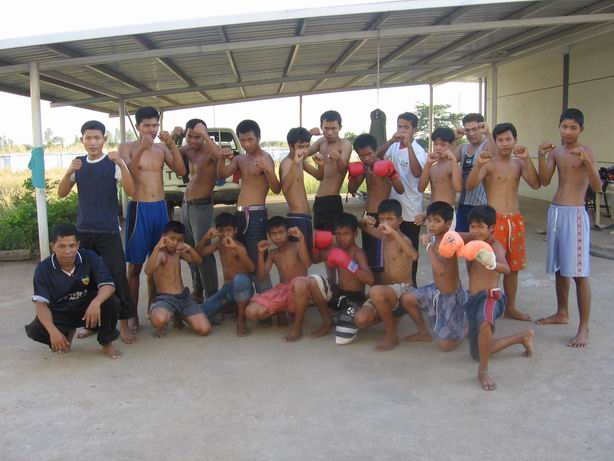
Equipo de artes marciales camboyanas.

## Takro
También el takro es materia de discusión con otras naciones del Sudeste Asiático, pero en Camboya es un deporte muy difundido y vinculado a la identidad camboyana.

## Los juegos acuáticos
Compartido con Tailandia, Laos y Vietnam, tiene origen en los juegos ancestrales que se hacían al Emperador de Angkor en las aguas del Lago Sap al final de las épocas de lluvia con un sentido religioso. La tradición sobrevive poderosamente y cada noviembre las aldeas aledañas a los ríos realizan los juegos acuáticos con competencias de canoas, las cuales llevan hermosos decorados. Los jóvenes deben demostrar su habilidad en el remar y maniobrar canoas larguísimas.

## Deportes occidentales

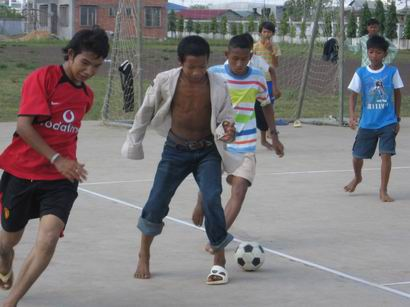
Aunque Camboya todavía no se destaca en el plano internacional, los esfuerzos se hacen por salir adelante.

Los deportes occidentales han sido acogidos por la juventud camboyana con espontaneidad. Los más practicados son el baloncesto, gracias a la cercanía a países con una buena tradición en el mismo como Tailandia y Filipinas; el fútbol y el voleibol. Pero todavía no existen equipos profesionales capaces de responder a contiendas internacionales. Camboya tiene además la Federación Camboyana Nacional de Fútbol, fundada en 1933. Su único triunfo notable fue en 1972 cuando quedó cuarto en la Copa Asiática. La Federación Camboyana de Baloncesto está afiliada a la FIBA (Federación Internacional de Baloncesto).

## Deportistas discapacitados
El resultado de las guerras ha dejado una población con un buen número de personas discapacitadas, que, sin embargo, las ha hecho sobresalir en otras arenas de la vida como el deporte. En Camboya se puede decir que el deporte demuestra lo que es en su esencia: una actividad de superación e integración social. Algunas ONG se dedican a la promoción de niños y adolescentes discapacitados y utilizan el deporte para ello, por lo cual Camboya ha participado en eventos internacionales con buenos méritos.

## Deportistas camboyanos
- Ou Sam Arn, atleta discapacitado.
- Ei Phouthorng, Campeón nacional de Prodal.
- Noun Bora, Campeón nacional de Prodal, 2006.
- Chau Darapheak, baloncestista, reconocido el mejor jugador en el Partido de Fútbol 2006 en Japón, en el cual Camboya quedó de segundo.